# Rivalen
|  | Denne artikel er oprettet af botten PalnaBot ud fra en ekstern database. Den kan derfor have sproglige fejl eller mangler. Denne skabelon kan fjernes efter kontrol af indholdet. |

Rivalen er en kortfilm instrueret af Jonas Grum efter manuskript af Jonas Grum.

## Handling
Rivalen skildrer den 14-årige dreng Lucas og hans mor Trine i dagene frem til Lucas' afdøde fars fødselsdag, tre år efter hans død. Trine har mødt en ny mand og ønsker at at komme videre med sit liv, men det vil Lucas ikke være med til. For Lucas er mors nye mand en rival, der skal bekæmpes.